# Far side of the face
Far side of the face is het vierde studioalbum van Jerome Froese. Het merendeel van de muziek van dat album is opgenomen in de Noontide geluidsstudio in Berlijn gedurende de jaren 2010 tot en met 2012. Voor twee tracks schakelde Froese oud-collega Johannes Schmoelling in, ooit maakten beiden deel uit van Tangerine Dream. De muziek die Schmoelling bijdroeg is opgenomen in zijn eigen studio Riet. Beide heren trokken vervolgens samen op in Loom.  

## Musici
- Jerome Froese – alle muziekinstrumenten
- Johannes Schmoelling – Jupiter 8 en tracks 2 en 5
- Candice – zangstem op Control your curiosity

## Muziek
| Nr. | Titel                             | Duur  |
| --- | --------------------------------- | ----- |
| 1.  | Flight of fancy                   | 5:53  |
| 2.  | Novembernauts                     | 14:19 |
| 3.  | Scroll to position                | 7:25  |
| 4.  | Her majesty’s adornments          | 10:10 |
| 5.  | Crystal red                       | 4:56  |
| 6.  | Inner canon of the yellow emperor | 5:54  |
| 7.  | A Neo-Victorian romance           | 5:48  |
| 8.  | Control your curiosity            | 6:22  |
| 9.  | Captain of the skies              | 3:45  |